# Inflacja korekcyjna
Inflacja korekcyjna – zmiana cen o charakterze strukturalnym, niespowodowana efektami szoków popytowych oraz podażowych, oraz niebędąca jednocześnie rezultatem polityki pieniężnej. Główną przyczyną jest niedoszacowanie cen dóbr i usług w kraju w porównaniu z cenami panującymi za granicą, co prowadzi do jednorazowego podwyższenia poziomu cen.

## Inflacja korekcyjna w Polsce
W latach 1989–90 miała miejsce inflacja korekcyjna związana z powolnym „uwalnianiem” cen oraz obniżaniem subsydiów jako ruch dostosowawczy do nowego poziomu cen.
Obecnie wynika ona z zobowiązań przyjętych przez Polskę w procesie akcesji do Unii Europejskiej. Powodują one impuls cenowo-kosztowy, a jego pełna realizacja w postaci wyższej inflacji jest uzależniona od sytuacji rynkowej,  m.in. od kształtowania się luki popytowej, polityki pieniężnej itp. Aby obliczyć wielkość inflacji ustalono pięć podstawowych czynników charakteryzujących tą inflację.

### Czynniki pozwalające oszacować wysokość inflacji w Polsce
- zmiany podatków pośrednich
- zmiany ceł
- zmiany kosztów produkcji
- zwiększenie konkurencji na rynkach
- zmiany cen żywności